# Moës

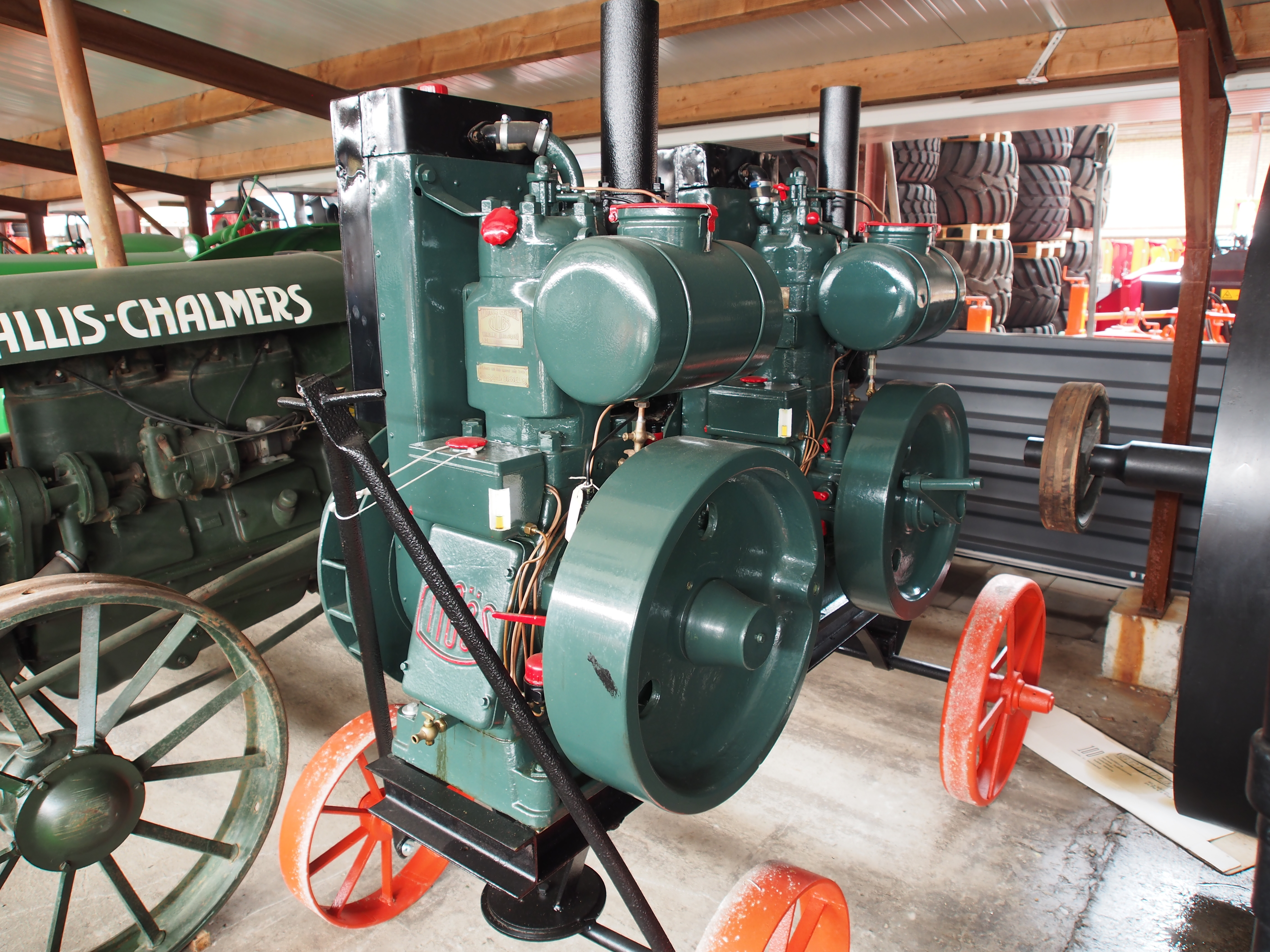
Verbringbarer stationärer Moës Dieselmotor

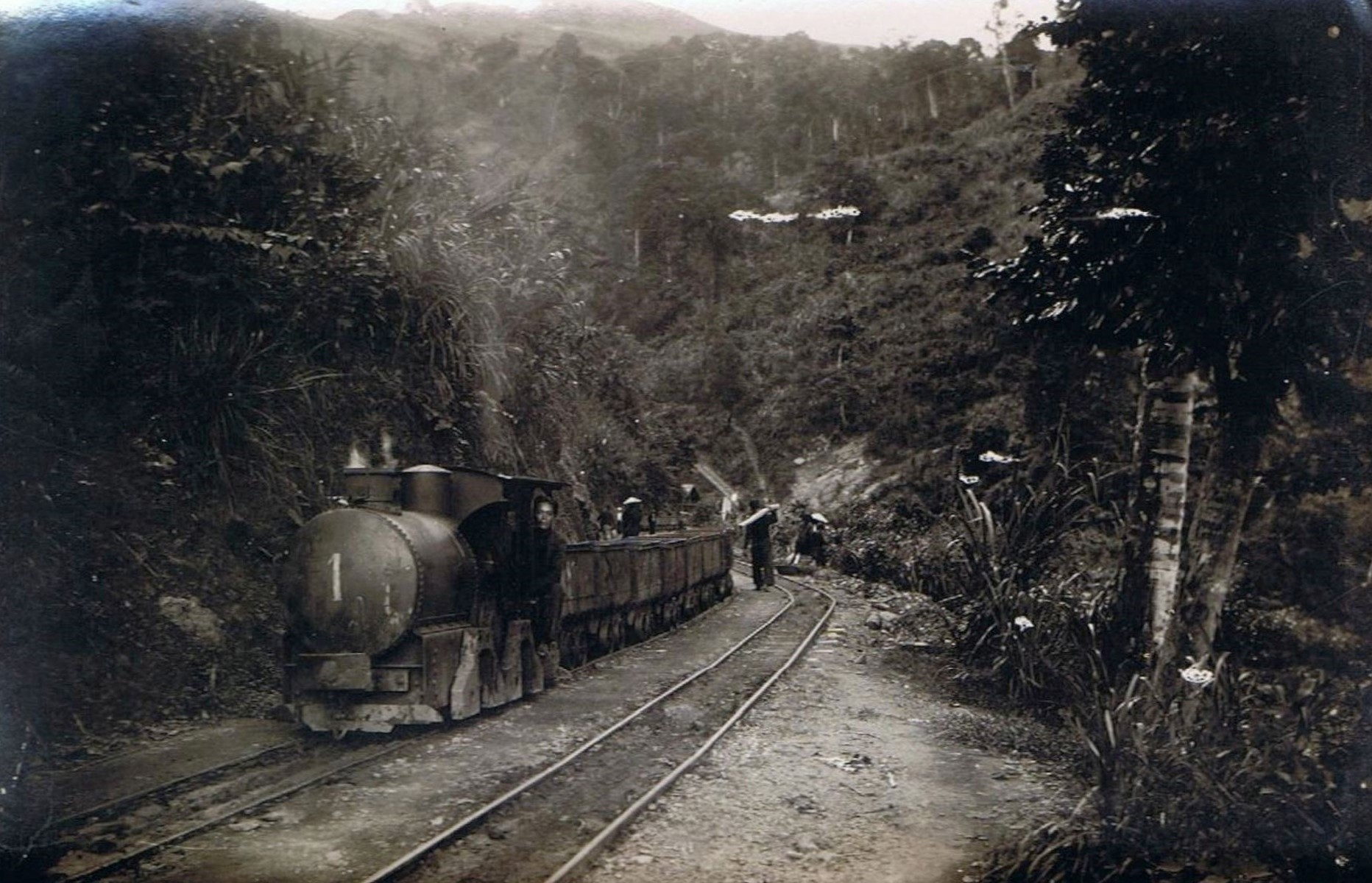
Glühkopfmotorlokomotive des Typs CL der Ateliers Moës-Freres

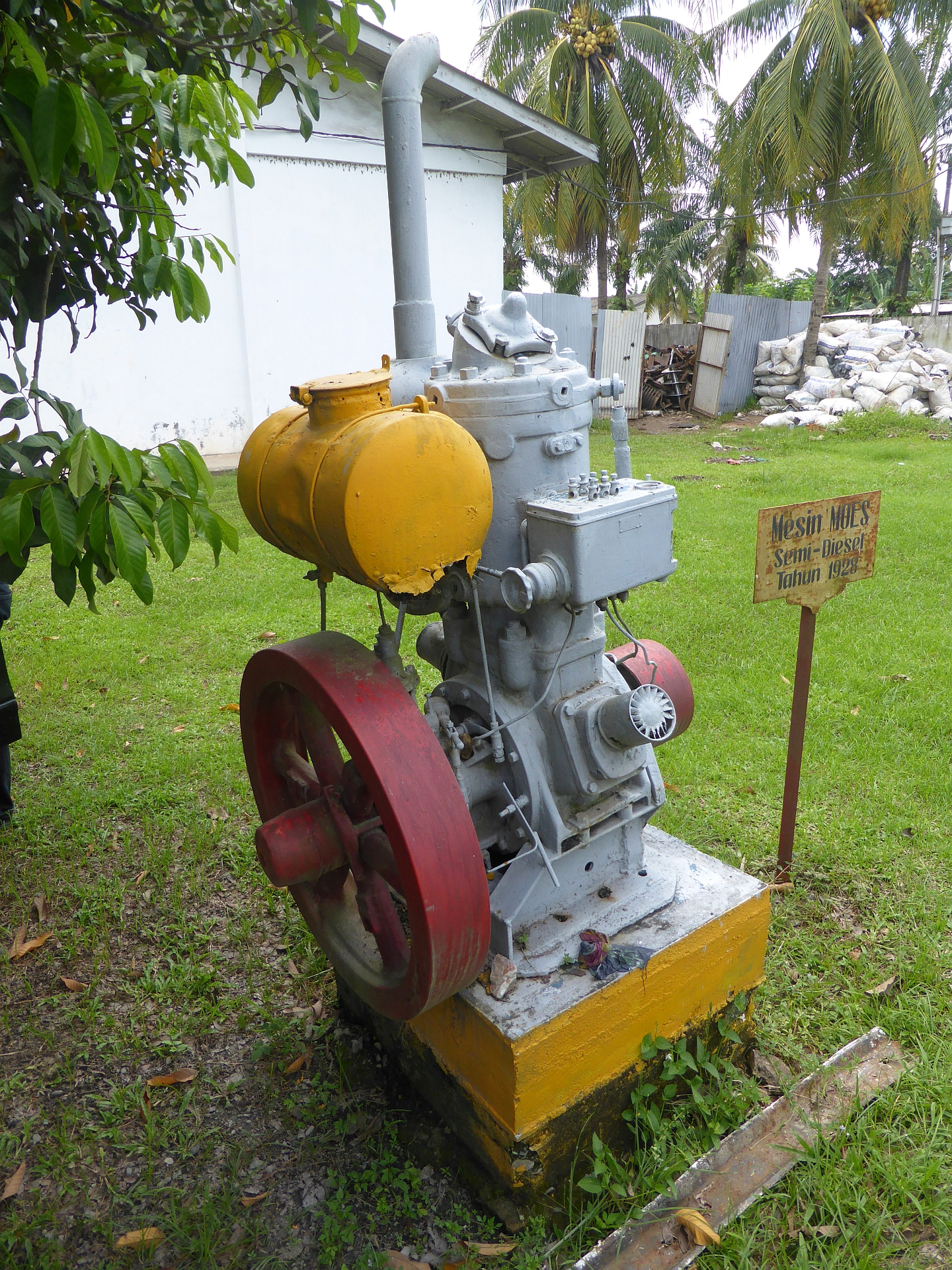
Stationärer Glühkopfmotor des Typs C aus dem Jahre 1928 in Indonesien

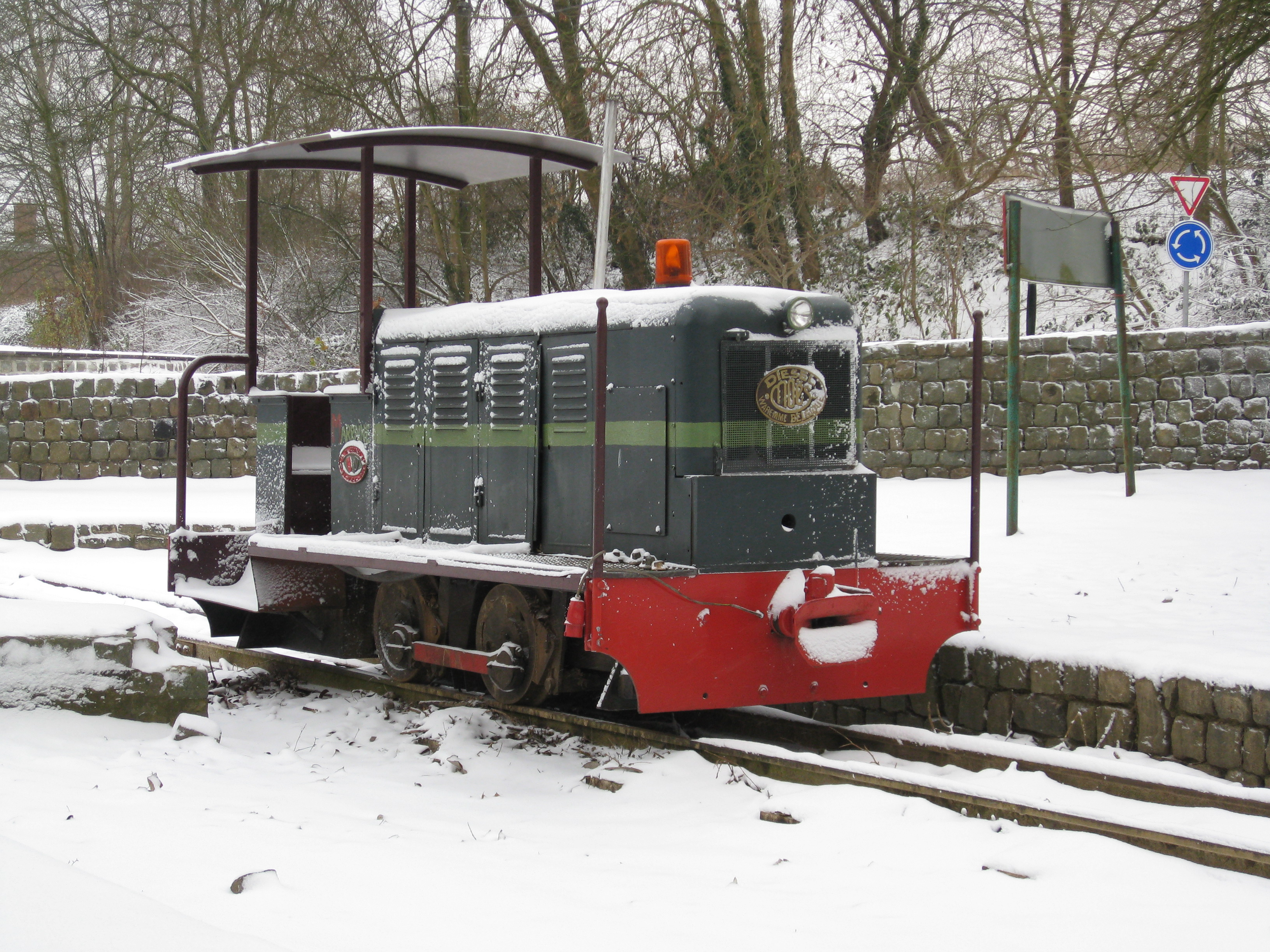
Moës-Lokomotive bei der Museumsbahn Rail Rebecq Rognon (2009)

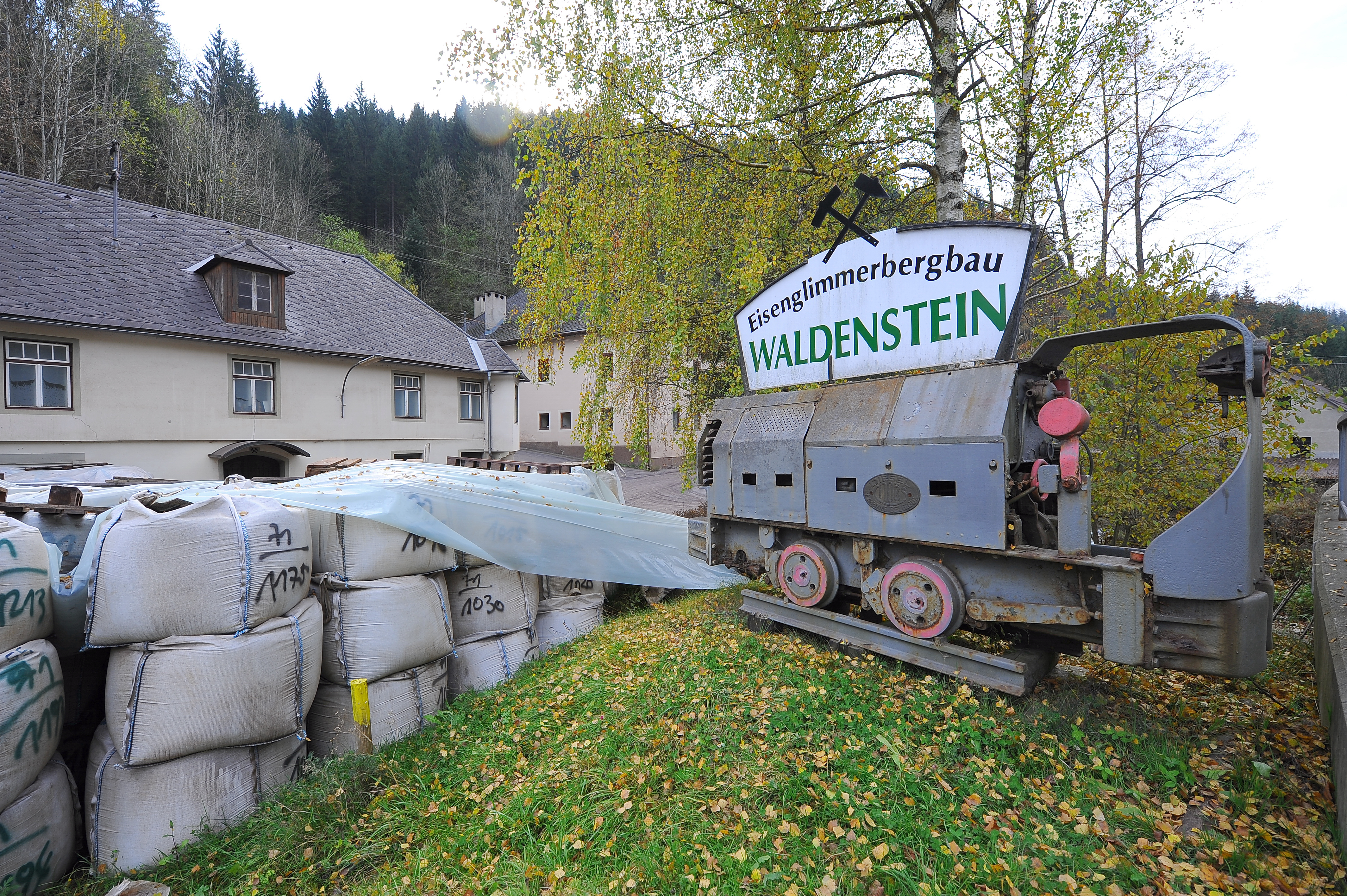
Erhaltene Moës-Lokomotive in Österreich (2010)

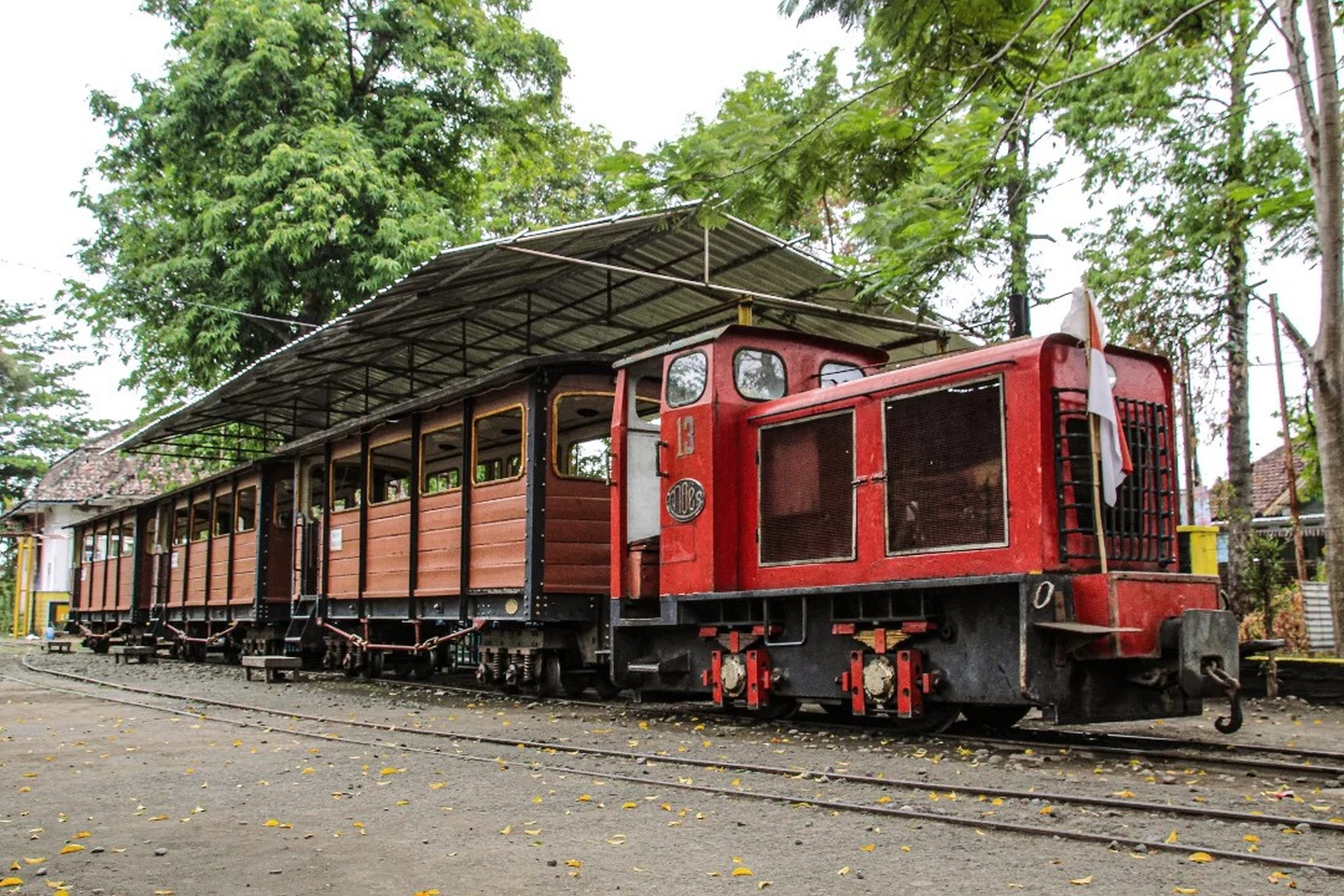
Die letzte betriebsfähige Moës-Lokomotive in Indonesien (2024)

Das häufig in der Kurzform  Moës zitierte Maschinenbauunternehmen Ateliers Moës-Freres Moës mit Sitz in Waremme, Belgien produzierte von 1904 bis 1969 Motoren und Lokomotiven.
Das Unternehmen wurde 1904 von Guillaume Moës (1854–1929) gegründet. Seine größten Erfolge erlebte das Unternehmen zwischen dem Ersten und Zweiten Weltkrieg. Es blieb als unabhängiges Unternehmen bis 1969 bestehen und wurde dann von der VMF Stork-Werkspoor Diesel aus Amsterdam (heute Teil von Wärtsilä) übernommen.

## Gründung
Guillaume Moës wurde 1854 im Weiler Bléret zwischen Remicourt und Waremme geboren. Als junger Mann zog er nach Waremme, wo er eine dampfbetriebene Getreidemühle baute und in Betrieb nahm. Sein ältester Sohn Édouard Moës (1880–1949) entwickelte um die Jahrhundertwende einen Verbrennungsmotor, der die Dampfmaschine der Mühle ersetzte. Guillaumes zweiter Sohn Auguste Moës (1882–1977) erwies sich als talentierter Verkäufer, der den neuen Moës-Motor bewarb und schnell Aufträge von örtlichen Fabriken erhielt. Die Mühle wurde schnell auf die Motorenherstellung umgestellt und 1904 wurde das neue Unternehmen Ateliers Moës-Freres gegründet, um sich auf das auf keimende Motorengeschäft zu konzentrieren.

## Vorkriegsjahre
Das Unternehmen wurde erfolgreich, baute und verkaufte ab 1905 jährlich mehrere Hundert Motoren. In den Jahren vor dem Ersten Weltkrieg expandierte das Unternehmen weiter. 1912 wurde in Waremme eine neue, geräumige Fabrik gebaut. Moës beschäftigt sich zunächst mit der Entwicklung und Produktion von Verbrennungsmotoren, zunächst Ottomotoren, später Rohölmotoren (Semi-diesel). Erst in den 1930er Jahren begann die Entwicklung der Moës-Zwei- und Viertakt-Dieselmotoren unter dem Namen Moës Diesel. Die Motoren finden ihren Weg in die verschiedensten Industriezweige, Industrie und Landwirtschaft, Steinbrüche und Kohlebergwerke. Sie werden zum Antrieb von Maschinen und Fahrzeugen aller Art sowie als Schiffsmotoren für die Binnenschifffahrt und Fischerei eingesetzt.
Mit Ausbruch des Ersten Weltkriegs stellte das Unternehmen die Produktion ein, nachdem es bereits mehr als 2500 Motoren für Maschinen, Generatoren und Pumpen hergestellt hatte.

## Nach dem Ersten Weltkrieg
1918 nahm das Unternehmen die Produktion wieder auf, als der jüngste von Guillaumes Söhnen, Paul Moës (1893–1965), in das Familienunternehmen eintrat. Sie erweiterten ihre Produktion auf eine breite Palette von Motoren, darunter Diesel-, Glühkopf- und Elektromotoren. Anfang der 1920er Jahre begann das Unternehmen mit der Produktion von Schmalspurlokomotiven, ausgerüstet mit den im Hause hergestellten Diesel- und Glühkopfmotoren. Ein Glühkopfmotor zündet durch glühende Wände der Vorkammer – dem sogenannten Glühkopf – und nicht wie bei Ottomotoren durch einen Zündfunken oder bei Dieselmotoren aufgrund der Verdichtungswärme. Die frühen Lokomotiven mit der Bezeichnung CL – benannt nach dem gleichnamigen verbauten 1-Zylinder Zweitakt Glühkopfmotor (semi diesel) mit der Bezeichnung C – hatten eine Leistung bis 15 PS. Die Karosserien dieser CL– und der frühen AL–Lokomotiven ähnelten den traditionellen Dampflokomotiven, um die Einführung dieser neuen Technologie zu fördern. Dieses Layout wurde bis in die 1930er fortgeführt. Guillaume starb 1929 und das Unternehmen wurde von seinen drei Söhnen übernommen. Eine der wenigen mit Innenrahmen gebauten normalspurigen Maschinen dieser ersten Baureihe des Typs CL ist als Denkmal in Yvoire erhalten geblieben.
Anfang der 1930er Jahre änderte das Unternehmen seinen Namen in SA Moteurs Moës, Waremme (Societe Anonyme). Die Lokomotivproduktion wurde auf Grubenlokomotiven für den Bergbau für den Einsatz unter Tage und auf kleine Rangierlokomotiven mit Normalspur ausgeweitet. Moteurs Moës erlangte einen internationalen Ruf und verkaufte seine Ausrüstung nach Frankreich, Italien, in die Niederlande, nach Belgisch-Kongo (Demokratische Republik Kongo), Algerien und nach Asien.
In den 1930er Jahren kommen die Zweitakt-Ein-Zylinder-Dieselmotoren der Typen A und B auf den Markt, die in den entsprechend als AL beziehungsweise BL bezeichneten normal- und schmalspurigen Lokomotiven verbaut wurden.
Im Jahr 1936 wird ein neu entwickelter Viertaktmotor vom Typ D konstruiert und gebaut. Die mit diesem Motor ausgestatteten Grubenlokomotiven mit einer Leistung von 16 PS bis 60 PS tragen die Bezeichnung DLM, gefolgt von einer Zahl, die die Anzahl der Zylinder angibt. und sind mit einer elektrischen Anlage für die Beleuchtung, weiteren Bauteilen zum Explosionsschutz und einer Abgasreinigung für den Einsatz in Kohlebergwerken ausgestattet. Die Varianten für den schmalspurigen Betrieb über Tage wurden als DL-Type verkauft.
Das Unternehmen hatte außer im eigenen Lande Vertriebsbüro in Frankreich, Spanien, Polen und Holland.
Von diesen baut die niederländische Nering Bögel in Deventer den patentierten frühen Glühkopfmotor auch selbst in Lizenz.

## Nach dem Zweiten Weltkrieg
Während des Zweiten Weltkriegs reduzierte Moteurs Moës die Produktion, hielt den Betrieb aber aufrecht. Das Unternehmen erlangte den Ruf, seine Arbeiter während der Besetzung Belgiens durch die Nazis zu schützen.
Um 1950 erschienen weitere neu entwickelte normalspurige Rangierlokomotiven mit hydraulischem Getriebe und unterschiedlich motorisierten Varianten mit einer Leistung bis zu 110 PS unter dem Namen LNDC und WLN, abermals gefolgt von einer Ziffer, welche die Anzahl der implementierten Zylinder wiedergab.
Nach Kriegsende baute Moteurs Moës sein Geschäft wieder auf und erhielt große, staatlich subventionierte Aufträge für Schiffsmotoren. Als jedoch überschüssige Motoren aus der vorher gehenden Kriegsproduktion auf den Markt kamen, endete dieses Geschäft und Moteurs Moës konzentrierte sich wieder auf den Markt für Schmalspurlokomotiven, insbesondere für den Kohlebergbau. Doch in den 1960er Jahren erlebte der belgische Kohlebergbau einen Niedergang und damit brach ein wichtiger Markt für das Unternehmen weg. Das Unternehmen konzentrierte sich in Folge wieder auf Dieselmotoren und benannte sich 1957 in Moës Diesel um.

## Übernahme und Einstellung der Produktion
Paul Moës starb 1967. Zwei Jahre später wurde das Unternehmen von der niederländischen Gruppe VMF Stork-Werkspoor Diesel übernommen, blieb aber als unabhängige Abteilung unter dem Namen Moës Diesel bestehen. Die Abteilung entwickelte neue hydrostatische Schmalspurlokomotiven, eine verbesserte Bergbaulokomotive und einen neuen Typ einer Rangierlokomotive für Normalspur, die aber nur noch in geringen Stückzahlen zur Auslieferung gelangten. Mit den späten Lieferungen von Lokomotiven wurden auch Deutz-Motoren als Antriebsaggregat genutzt.
1993 wurde die Abteilung Moës Diesel an die belgische BIA-Gruppe verkauft und konzentrierte sich auf den Verkauf von Generatoren und Pumpen der Firma Hatz. Weiterhin blieb der Name Moës Diesel als Member of BIA Group erhalten. Im März 2013 wurde der Name der Abteilung abermals in Moës Energy geändert und im Oktober desselben Jahres die gesamte Produktion in Waremme eingestellt und die verbliebenen Aktivitäten zur BIA nach Overijse umgezogen.
In Andenne in Belgien gab es unter dem Namen MOTEURS MOËS SA auch eine Konstruktions- und Handelsfirma für Baumaschinen, die im Jahre 1987 von der Ogepar Holding in Luxembourg übernommen und später zur ABC CONTRACTING SA wurde – heute ein Anbieter schlüsselfertiger Ingenieursdienstleistungen für den Energiesektor in Afrika. Unter dem Dach der Ogepar SA Holding ist man damit wieder im Portfolio zusammen mit einem großen Hersteller von Dieselmotoren für zahlreiche Anwendungsbereiche – der Anglo Belgian Corporation (abgekürzt ABC). Ob es außer der Namensgleichheit einen Zusammenhang zur SA Moteurs Moës gibt, ist aktuell nicht bekannt.

## Erhaltene Lokomotiven
Alleine in Belgien sind knapp zwei Dutzend Lokomotiven bei Museumsbahnen und in Museen erhalten geblieben, zahlreiche Weitere in den Niederlanden und einige wenige auch in den Deutschland, England, Frankreich, beim train1900 in Luxembourg, in Indonesien und in Österreich. Erhalten sind auch Motoren aus der Anfangszeit des Unternehmens. Zu den größeren Sammlungen mit jeweils einem halben Dutzend schmalspurigen Lokomotiven gehören die belgische Chemin de Fer de Sprimont und das Het Decauville Spoorweg Museum - DSM in Dronten in den Niederlanden. Aktuell existieren auch noch in Indonesien bei der im Jahre 2014 stillgelegten, aber noch für Besucher geöffneten Zuckerfabrik PG Pangkah zwei der letztgebauten Lokomotiven, die im Jahre 1975 – motorisiert mit einem Deutz F6L 912 Motor – nach Indonesien geliefert wurden (Stand 2024). Eine davon zieht dort die noch betriebenen Touristenzüge durch die stillgelegten Anlagen der Zuckerfabrik.

## Im Modell
Für das Jahr 2025 kündigte die Firma LOCOWORKS ein Handarbeitsmodell der bei der indonesischen
Zuckerfabrik im Museumsbetrieb noch eingesetzten, 90 PS starken Bauart mit einem Deutz-Motor an.